# Everdrup Stadion
Everdrup Stadion er et idrætsanlæg beliggende i landsbyen Everdrup. Stadionet har fortrinsvist været anvendt til fodbold.
Stadionet er på i alt 14.498 kvadratmeter og omfatter et klubhus på 235 kvadratmeter samt en fodboldbane, som tidligere har været anvendt af Korskilde Idrætsforening (hjemmebane for herresenior) og senest FK Sydsjælland 05 (hjemmebane for damesenior).
Everdrup Stadion var tidligere hjemsted for store sportsstævner med flere hundrede deltagere. Grundet manglende idrætsaktivitet og anvendelse af idrætsanlægget siden årsskiftet 2006/2007, hvor FK Sydsjælland 05 flyttede sine aktiviteter til fodboldbanerne ved Fladså Hallen og Lov Stadion, har Næstved Kommune imidlertid planlagt at nedlægge anlægget og anvende det til andre formål.